# Interstate 35
Die Interstate 35 (kurz I-35) ist ein Interstate Highway in den Vereinigten Staaten, der in Nord-Süd-Richtung verläuft. Er beginnt bei Laredo in Texas an der Grenze zu Mexiko und endet bei Duluth in Minnesota an der Minnesota State Route 61, die entlang des Oberen Sees an die kanadische Grenze führt. In Texas und Minnesota gibt es jeweils für einige Meilen zwei getrennte I-35, die dann I-35E beziehungsweise I-35W heißen.
Die Interstate 35 bindet nicht direkt an Grenzübergänge an. Das Südende der I-35 ist eine Verkehrsampel in Laredo, Texas. Reisende in Richtung Süden verwenden eine der beiden mautpflichtigen Brücken über den Rio Grande, entweder die Juárez–Lincoln International Bridge oder den Gateway to the Americas International Bridge. Südlich dieser Brücken beginnt in Nuevo Laredo die Panamericana; ihr zu Ehren trägt ein Teil der I-35 in San Antonio den Namen Pan Am Expressway. Im Norden ist I-35 mit der Grenze durch den Minnesota Highway 61 in Richtung Grand Portage, über die U.S. Highway 53 zum Grenzübergang International Falls oder über den Minnesota Highway 33 in Cloquet verbunden.

## Längen
| Meilen | Kilometer | Staat     |  |
|        |           |           |  |
| 505    | 813       | Texas     |  |
| 235    | 378       | Oklahoma  |  |
| 234    | 377       | Kansas    |  |
| 114    | 183       | Missouri  |  |
| 218    | 351       | Iowa      |  |
| 259    | 416       | Minnesota |  |
|        |           |           |  |
| 1565   | 2518      | Gesamt    |  |

## Wichtige Städte
- Laredo (Texas)
- San Antonio (Texas)
- Austin (Texas)
- Temple (Texas)
- Waco (Texas)
- Dallas (Texas)
- Fort Worth (Texas)
- Denton (Texas)
- Norman (Oklahoma)
- Oklahoma City (Oklahoma)
- Wichita (Kansas)
- Kansas City (Kansas)
- Kansas City (Missouri)
- Des Moines (Iowa)
- Ames (Iowa)
- Mason City (Iowa)
- Albert Lea (Minnesota)
- Owatonna (Minnesota)
- Twin Cities (Saint Paul und Minneapolis) (Minnesota)

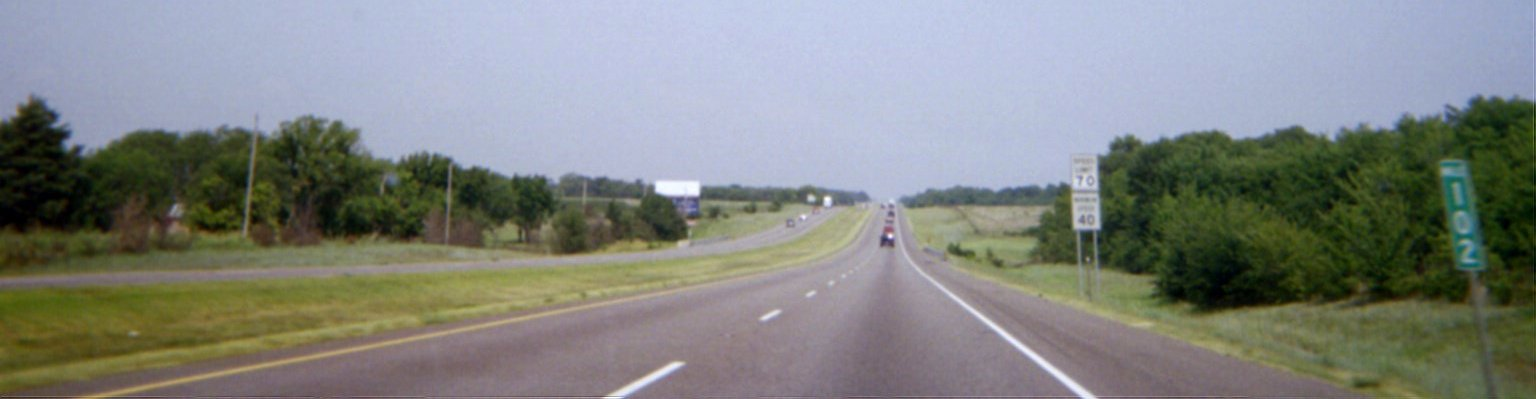
Interstate 35 in Oklahoma

- Duluth (Minnesota)
- Ardmore (Oklahoma)

## Zubringer und Umgehungen
- Interstate 635 bei Dallas
- Interstate 235 bei Oklahoma City
- Interstate 235 bei Wichita
- Interstate 135 nach Wichita und Salina
- Interstate 335 nach Topeka
- Interstate 435 und Interstate 635 bei Kansas City (Kansas)
- Interstate 435 bei Kansas City
- Interstate 635 bei Riverside
- Interstate 235 bei Des Moines
- Interstate 535 von Duluth nach Superior

## Brückeneinsturz

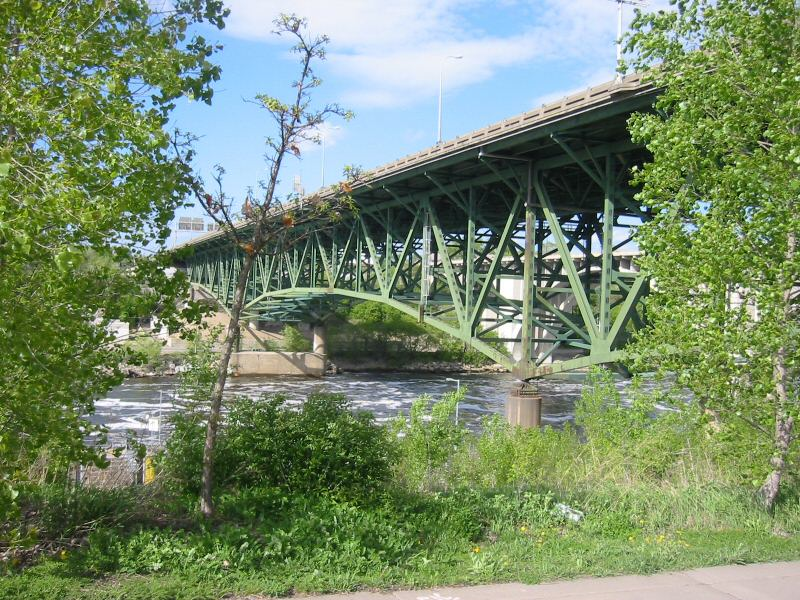
Die I-35W-Brücke vor dem Einsturz

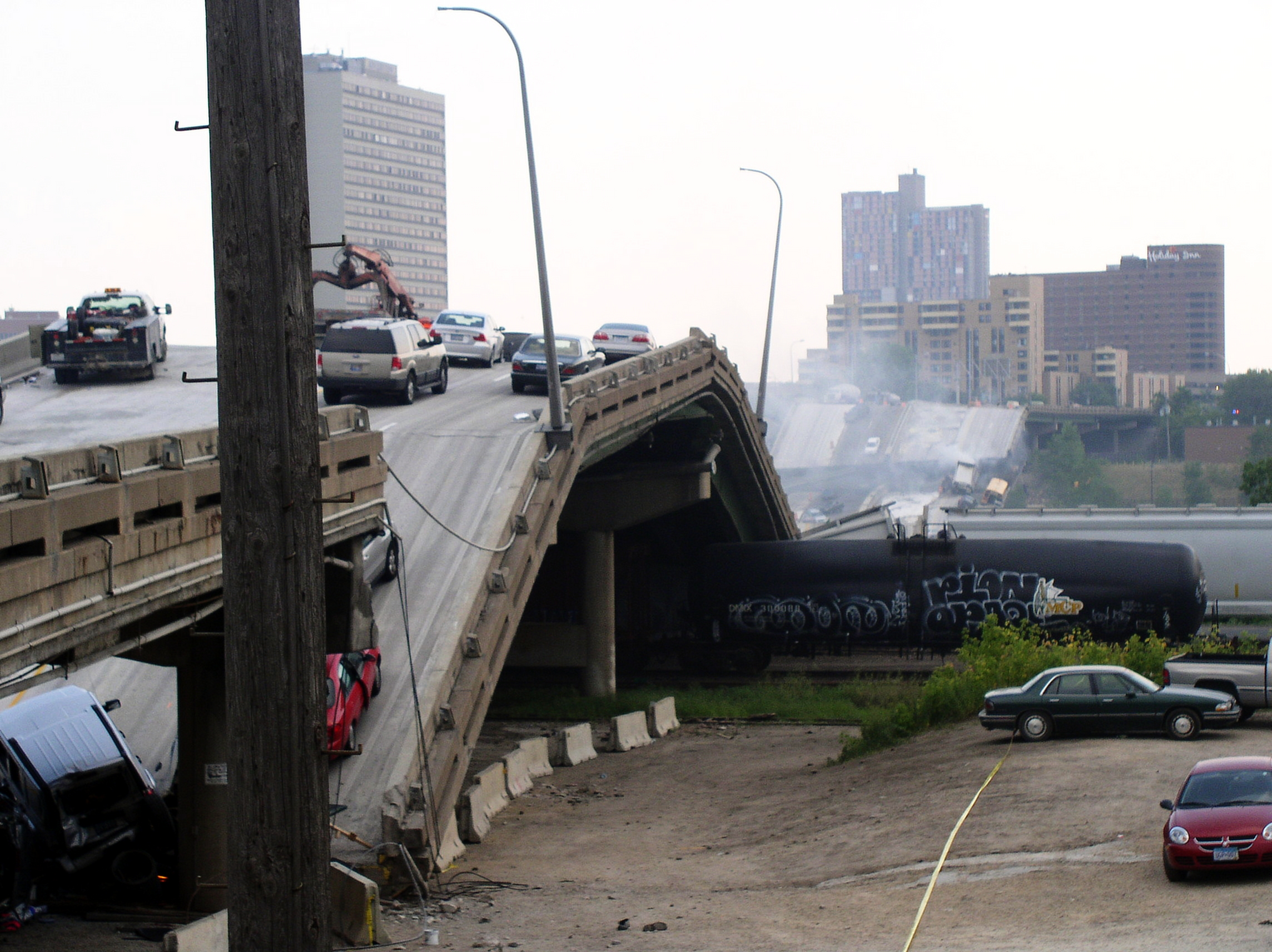
Eingestürzte I-35W-Brücke

Am 1. August 2007 kam es im Verlauf des I-35W in Minneapolis zum Einsturz der im Jahr 1967 gebauten, 581 m langen Interstate-35W-Mississippi-River-Brücke, wodurch 13 Menschen ums Leben kamen. Das Unglück fand zur Hauptverkehrszeit (18.05 Uhr Ortszeit) statt. Der Neubau an derselben Stelle, die St. Anthony Falls (35W) Bridge, wurde am 18. September 2008 für den Verkehr freigegeben.